# Бережанский сельский совет (Лановецкий район)
Бережанский сельский совет (укр. Бережанська сільська рада) — входит в состав
Лановецкого района
Тернопольской области
Украины.
Административный центр сельского совета находится в 
с. Бережанка.

## Населённые пункты совета
- с. Бережанка
- с. Жуковцы